# 麥克·艾曼翠岳
麥克·爾曼特勞（英語：Michael "Mike" Ehrmantraut，又譯麥克·艾曼翠岳），是由美國電視頻道AMC播放的犯罪影集《絕命毒師》及《絕命律師》主角。
麥克的角色受到了評論家的好評，班克斯的表演也獲得了多項表演獎和提名。

## 人物傳記
麥克·爾曼特勞是一名德裔美國人，曾服役於美國海軍陸戰隊並參與越戰。退伍之後，他成為費城警察局的警官，任內期間曾收受賄賂。育有一子麥特，曾任警官，因拒絕受賄而遭同僚陷害致死，留下女兒凱莉與兒媳史黛西。
麥克曾於停車場擔任收費員，因此結識了律師薩爾·古德曼，此後成為他的私家偵探。在此之後，麥克不斷替他人進行犯罪活動而賺取收入，如納丘·瓦加、葛斯·福林，其後更成為後者的員工之一。
葛斯·福林死後，麥克與華特·懷特、傑西·平克曼結盟販毒，最後因與華特意見相左而被其槍殺。
麥克在《續命之徒：絕命毒師電影》出現在傑西·平克曼的回憶之中。